# Pinguim rockhopper

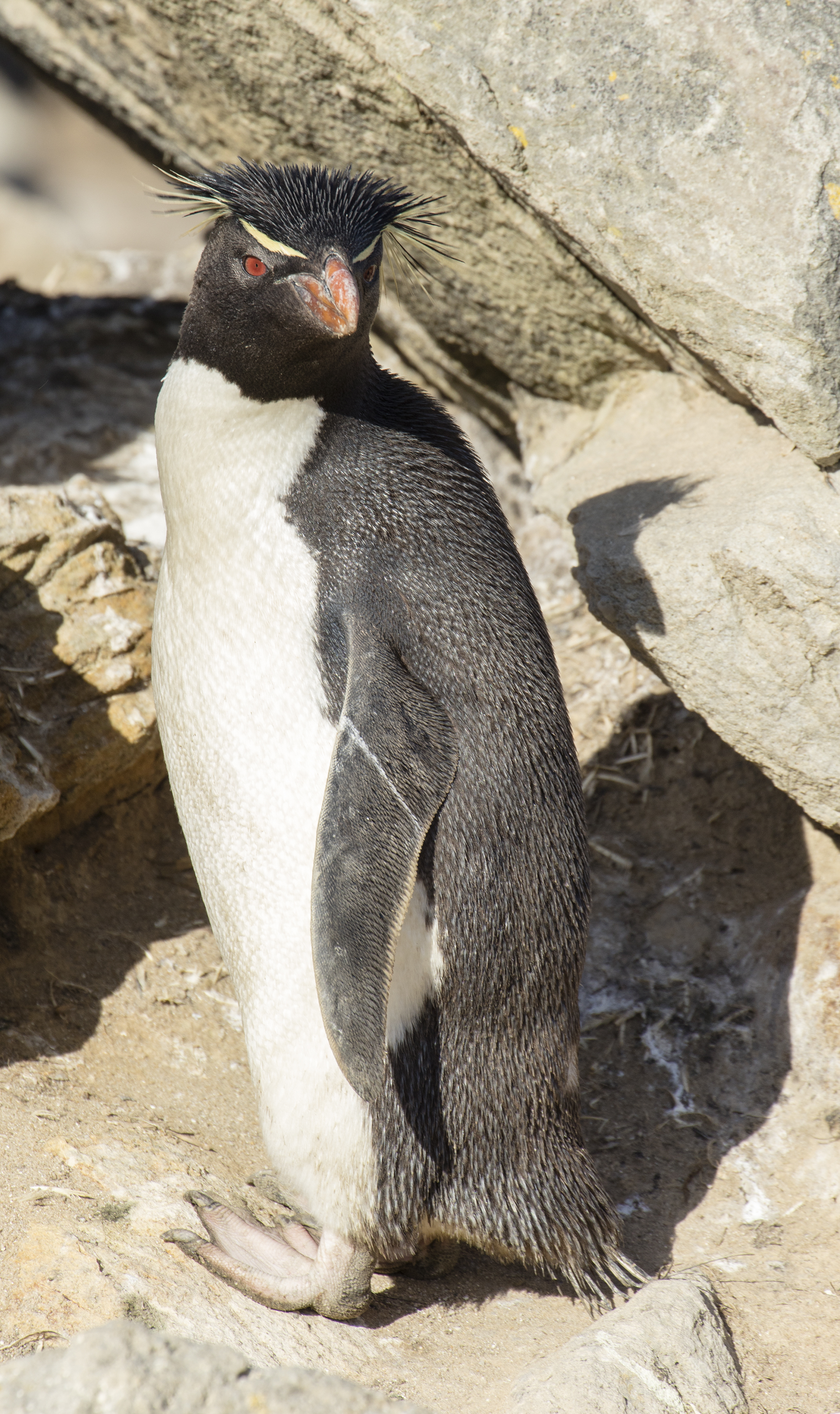
Pinguim rockhopper do sul, Eudyptes (chrysocome) chrysocome, en, arquipélago das Malvinas.

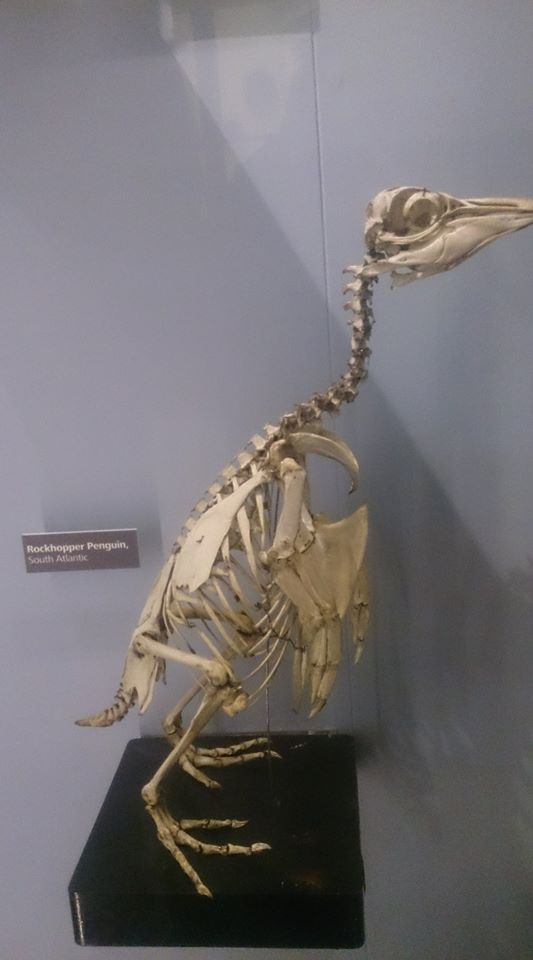
Ossos de um pinguim rockhopper em exposição no Museu de Manchester.

O pinguim rockhopper pertence ao grupo dos pinguins com crista, que são aves marinhas do gênero Eudyptes, na ordem Sphenisciformes. Destaca-se por ter olhos vermelhos, penas amarelas eretas formando uma faixa fina desde o bico até a nuca, acima de cada olho (chamada de faixa superciliar), e uma crista de penas pretas no alto da cabeça.
Há duas espécies distintas de pinguins rockhopper: o pinguim rockhopper do norte (Eudyptes moseleyi) e o pinguim rockhopper do sul (Eudyptes chrysocome). Diferenciam-se pelas áreas onde se reproduzem e pelos comportamentos reprodutivos que apresentam.
O pinguim rockhopper do norte vive em ilhas do Atlântico Sul, como o arquipélago de Tristão da Cunha e a ilha de Gonçalo Álvares, e em ilhas do oceano Índico, como a ilha de São Paulo e a ilha Amesterdã. Já o pinguim rockhopper do sul habita ilhas subantárticas e de clima frio e temperado, como as ilhas Malvinas e ilhas próximas ao cabo Horn na América do Sul. Além disso, existem colônias de pinguins rockhopper do sul em ilhas do oceano Índico, como as ilhas do Príncipe Eduardo e Marion, as ilhas Crozet  as ilhas Kerguelen e a 
Ilha Heard, e em ilhas do Pacífico Sul, como a ilha Macquarie, a ilha Campbell, as ilhas Auckland e as ilhas Antípodas.
O pinguim rockhopper é um dos menores tipos de pinguins. Ele mede cerca de cinquenta centímetros quando adulto. Sua barriga é branca e o resto do corpo é preto. Possui algumas características únicas, como o bico laranja, os pés cor-de-rosa e as penas amarelas e pretas espetadas que tem na cabeça. Essas penas só aparecem quando ele cresce, pois os filhotes não as têm. Como ele vive em um ambiente rochoso e áspero, ele não consegue deslizar sobre sua barriga como a maioria dos pinguins. Por isso, ele usa saltos para se movimentar, o que explica seu nome.
O pinguim rockhopper se alimenta principalmente de krill, lulas e peixes. Ele é capaz de mergulhar até cem metros de profundidade para buscar seu alimento. Ele enfrenta muitos predadores, como focas-leopardo, orcas, tubarões e aves marinhas. Também sofre com a perda de habitat, a poluição, as mudanças climáticas e a pesca excessiva. Por isso, sua população está em declínio e ele é considerado uma espécie vulnerável pela União Internacional para a Conservação da Natureza (IUCN).

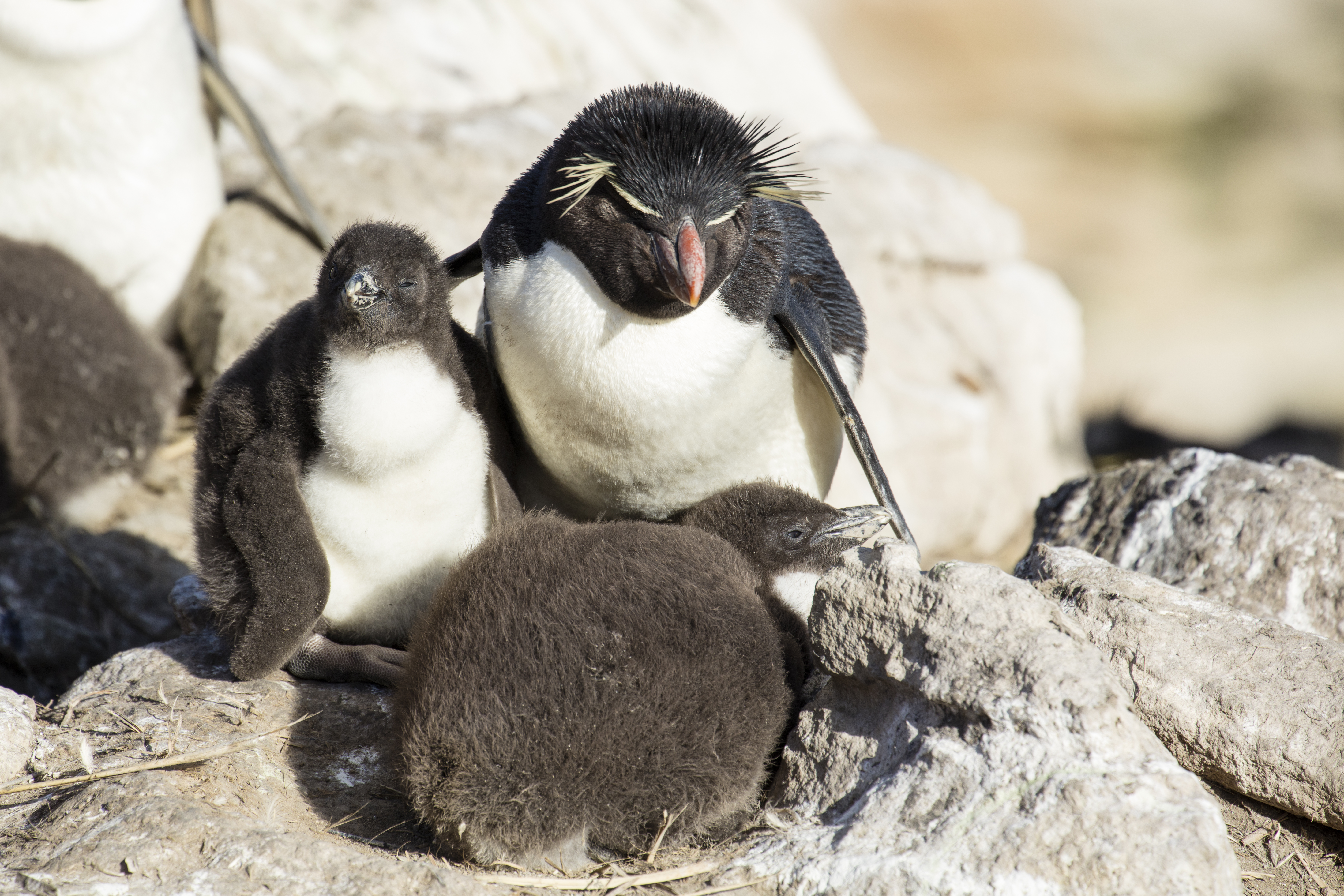
Pinguim rockhopper cuidando de seus filhotes, Ilha Nova, arquipélago das Malvinas.